# Excès et déficit de base
En physiologie, l'excès de base et le déficit de base désignent respectivement un excès ou un déficit de la quantité de base présente dans le sang. La valeur est généralement indiquée comme une concentration en unités de mÉq/L (mmol/L), avec un nombre positif indiquant un excès de base et un nombre négatif un déficit. Une plage de référence typique pour l'excès de base est de −2 à +2 mÉq/L.
La comparaison de l'excès de base avec la plage de référence aide à déterminer si une perturbation acide/base est causée par un problème respiratoire, métabolique ou mixte métabolique/respiratoire. Alors que le dioxyde de carbone définit la composante respiratoire de l'équilibre acido-basique, l'excès de base définit la composante métabolique. En conséquence, la mesure de l'excès de base est définie, sous une pression normalisée de dioxyde de carbone, en retitrant à un pH sanguin normalisé de 7,40.
La base prédominante contribuant à l'excès de base est le bicarbonate. Ainsi, un écart du bicarbonate sérique par rapport à la plage de référence se traduit généralement par un écart de l'excès de base. Cependant, l'excès de base est une mesure plus complète, englobant toutes les contributions métaboliques.

## Définition
L'excès de base est défini comme la quantité d'acide fort qui doit être ajoutée à chaque litre de sang entièrement oxygéné pour ramener le pH à 7,40 à une température de 37 °C et une pression partielle pCO2 de 40 mmHg (5,3 kPa). Un déficit de base (c'est-à-dire un excédent de base négatif) peut être défini de manière correspondante en termes de quantité de base forte qui doit être ajoutée.
Une distinction supplémentaire peut être faite entre l'excès de base réel et standard : l'excès de base réel est celui présent dans le sang, tandis que l'excès de base standard est la valeur lorsque l'hémoglobine est à 5 g/dl. Ce dernier permet de mieux visualiser l'excès de base de l'ensemble du liquide extracellulaire.
L'excès (ou le déficit) de base est l'une des nombreuses valeurs généralement rapportées avec l'analyse des gaz du sang artériel dérivée d'autres données mesurées.
Le terme et le concept d'excès de base ont été introduits pour la première fois par Poul Astrup et Ole Siggaard-Andersen en 1958.

## Estimation
L'excès de base peut être estimé à partir de la concentration en bicarbonate ([HCO3−]) et du pH par l'équation :
{\displaystyle Base~excess={\rm {0,93\times \left(\left[HCO_{3}^{-}\right]-24,4+14,8\times \left(pH-7,4\right)\right)}}}
en mÉq/L. La même chose peut être alternativement exprimée comme
{\displaystyle Base~excess={\rm {0,93\times [HCO_{3}^{-}]+13,77\times pH-124,58}}}
Les calculs sont basés sur l'équation de Henderson-Hasselbalch :
{\displaystyle \mathrm {pH} =\mathrm {p} K+log{\rm {\frac {[HCO_{3}^{-}]}{[CO_{2}]}}}}
Le résultat final est :
{\displaystyle BE=0,02786\times P_{\mathrm {CO_{2}} }{\rm {\times 10^{(pH-6,1)}+13,77\times pH-124,58}}}

## Interprétation
Un excès de base au-delà de la plage de référence indique :
- une alcalose métabolique si trop élevée (supérieure à +2 mÉq/L) ;
- une acidose métabolique si trop faible (inférieure à −2 mÉq/L).

Le pH sanguin est déterminé à la fois par une composante métabolique, mesurée par l'excès de base, et une composante respiratoire, mesurée par la PCO2 (pression partielle de dioxyde de carbone). Souvent, une perturbation dans l'un déclenche une compensation partielle dans l'autre. Un processus secondaire (compensatoire) peut être facilement identifié car il s'oppose à la déviation observée du pH sanguin.
Par exemple, une ventilation inadéquate, un problème respiratoire, provoque une accumulation de CO2, d'où une acidose respiratoire ; les reins tentent alors de compenser le faible pH en augmentant le bicarbonate sanguin. Les reins ne compensent que partiellement, de sorte que le patient peut encore avoir un pH sanguin bas, c'est-à-dire une acidose. En résumé, les reins compensent partiellement l'acidose respiratoire en augmentant le bicarbonate sanguin.
Un excès de base élevé, donc une alcalose métabolique, implique généralement un excès de bicarbonate. Cela peut être causé par :
- compensation de l'acidose respiratoire primaire ;
- perte excessive de HCl dans l'acide gastrique par vomissement ;
- surproduction rénale de bicarbonate, dans l'alcalose de contraction ou la maladie de Cushing.

Un déficit de base (un excès de base inférieur à la normale), donc une acidose métabolique, implique généralement soit l'excrétion de bicarbonate, soit la neutralisation du bicarbonate par un excès d'acides organiques. Les causes courantes incluent :
- compensation pour alcalose respiratoire primaire ;
- acidocétose diabétique, dans laquelle des niveaux élevés de corps cétoniques acides sont produits ;
- acidose lactique, due au métabolisme anaérobie lors d'exercices intenses ou d'hypoxie ;
- insuffisance rénale chronique, empêchant l'excrétion d'acide et la résorption et la production de bicarbonate ;
- diarrhée, dans laquelle de grandes quantités de bicarbonate sont excrétées ;
- ingestion de poisons tels que le méthanol, l'éthylène glycol ou un excès d'aspirine.

Le trou anionique sérique est utile pour déterminer si un déficit de base est causé par l'ajout d'acide ou la perte de bicarbonate.
- Un déficit de base avec un trou anionique élevé indique un ajout d'acide (par exemple acidocétose).
- Un déficit de base avec un trou anionique normal indique une perte de bicarbonate (ex. : diarrhée). Le trou anionique est maintenu car le bicarbonate est échangé contre du chlorure pendant l'excrétion.